# Visszafelé világ
A Visszafelé világ (Counter-Clock World) egy 1967-ben megjelent science fiction regény Philip K. Dick tollából. A regény a szerző egy 1966-ban megjelent novellájának, a Your Appointment Will Be Yesterdaynek a kibővítéséből született.
A Visszafelé világ egy olyan jövőben játszódik, melyben visszafelé jár az idő. A halottak feltámadnak, majd az idő elteltével fokozatosan visszafiatalodnak, és végül lebomlanak spermára. A visszafelé járó idő a tárgyakra is vonatkozik, például egy cigarettát csikként kezdenek el szívni, majd teljes rúdként teszik le.
A könyvet 2009-ben adta ki az Agave Könyvek, a fordítást pedig Pék Zoltán készítette.

## Történet
|  | Alább a cselekmény részletei következnek! |

A 4. világháború után az Amerikai Egyesült Államok már a múlté, szétbomlott négy országra: a Nyugati Partra (Nyugati Egyesült Államokra), Szabad Néger Helyhatóságra, Hawaii-ra és Alaszkára. A pár milliárd évente jelentkező csillagászati folyamat, Hobart-fázis (anti-idő hatás) következtében a Földön megfordult az idő menete. Halottak támadtak fel a föld alatt a sírjukban, és nyöszörögve könyörögtek, hogy ássa már ki valaki őket. Az emberi élet visszafelé haladt: fáradt öregekből dolgos középkorúak, később lázadó fiatalok lettek, majd a felhőtlen kisgyermekkor következett. Végül a tehetetlen magzatokat visszahelyezték egy – önkéntesen jelentkező – befogadó anyaméhbe, hogy az kilenc hónapig védett helyen tárolja az apróságokat a megsemmisülésig. Furcsa – magányosságot kedvelő – étkezési szokások jöttek divatba: a páciens időközönként felöklendezte – egy erre a célra rendszeresített edénykébe – az ételeket, amiket ezután egy ideig a hűtőjében tárolt, majd a készételeket visszaszállította egy – a lakásához közeli – hipermarketbe. Mivel az emberek már nem táplálkoztak, ezért gyakran rágyújtottak egy-egy csikkre, amibe belepöfékelték a füstöt, így szép szál cigarettákat pakolhattak vissza a dobozba. A kellemes sógumpipák szívása nyugtatóan hatott a felzaklatott idegekre, a marsi vobfából készített bútorok felettébb kényelmessé tették az életet.
Egy becsületes közrendőr (Joseph Tinbane); egy vitárium (= kihantoló és felélesztő cég) holtabb (= újraélő) tulajdonosa (Sebastian Hermes) és felesége (Lotta); egy agresszívan aktív csinos bombázó (Ann Fisher); Ray Roberts tiszteletes és Anarchista Thomas Peak spirituális vezető a fantasztikus regény fontosabb szereplői.
A könyvtárosok vezető szerepet játszottak ebben a kifordult világban. Nélkülözhetetlen a szerepük a könyvek, iratok, találmányok és egyéb írásos és nemírásos emlékek felkutatásában, áttanulmányozásában és fokozatos megsemmisítésében, egészen a végső példányon elkövetett hivatalos kitörlésig. Ők üldözték a Felhalmozókat, az indexre feltett könyveket vissza nem szolgáltató állampolgárokat. A Népi Aktuális Könyvtár Irtói jezsuita-hadseregként védelmezték az újjászülető felbujtóktól a társadalmi békét, a rendet.
A csodálatos látomásokat átélő Anarchikus Peak feltámadásakor kezdetét vette a hajsza a rómaiak, a NAK és az Uditi között. 
- A rómaiak: titokzatos keresztény olaszok.
- A NAK: Népi Aktuális Könyvtár befolyásos ügynökei.
- Uditi: Thomas Peak nézeteit követő vallási szekta tagjai, akik a Szabad Néger Helyhatóságban – az egyházalapító halála után – óriási színes bőrű tömegbázist tudtak maguk mögött.

|  | Itt a vége a cselekmény részletezésének! |

## Magyarul
- Visszafelé világ; ford. Pék Zoltán; Agave Könyvek, Bp., 2009